# Naby Keïta
Naby Laye Keïta (Conacri, 10 de fevereiro de 1995) é um futebolista guineano que atua como mei-campista. Atualmente, joga pelo Ferencváros, da Hungria, emprestado pelo Werder Bremen.

## Carreira
Naby Keïta representou o elenco da Seleção Guineense de Futebol no Campeonato Africano das Nações de 2015.

### RB Leipzig
Em 20 de junho de 2016, o RB Leipzig anunciou sua contratação por quatro temporadas vindo do Salzburg onde atuou por 81 partidas e marcou 20 gols.

#### 2016–17
Realizou sua primeiro partida no dia 20 de agosto, contra o Dynamo Dresden em duelo válido pela primeira rodada eliminatória da Copa da Alemanha, jogo que acabou com a eliminação de sua equipe após 5–4 nas penalidades máximas. Em 10 de setembro, Keïta marcou o primeiro gol pelo time alemão na vitória por 1–0 sobre o Borussia Dortmund completando passe de Oliver Burke e atuando apenas 6 minutos entrando no lugar do Dominik Kaiser. A 23 de outubro, assinalou dois tentos frente ao Werder Bremen no triunfo por 3–1 pela Bundesliga.

### Liverpool
Em 28 de agosto de 2017, o Liverpool acertou sua contratação, entretanto seu ingresso junto aos Reds só valerá a partir da temporada 2018–19 quando a cláusula de rescisão poderá ser cumprida.

#### 2018–19
Em 12 de agosto de 2018, realizou sua primeira partida pelo clube inglês em duelo contra o West Ham válida pela primeira rodada da Premier League em vitória de 4–0.

#### 2022–23
Keita deixou o Liverpool no final da temporada, ele atuou 129 vezes em todas as competições pela equipe de Jürgen Klopp na Inglaterra nos últimos cinco anos. Keita fez parte dos times que venceram a Premier League, a FA Cup e a Champions League com os Reds.

### Werder Bremen
Em 9 de junho de 2023, o Werder Bremen anunciou a contratação de Naby Keita. Ele chega ao Bremen sem custos após o fim de seu contrato com o Liverpool.

### Ferencváros
Em dezembro de 2024, o Ferencváros, da Hungria, anunciou a sua contratação. O meia chega por empréstimo até o final da temporada.

## Títulos
Red Bull Salzurg
- Campeonato Áustríaco: 2014–15 e 2015–16
- Copa da Áustria: 2014–15 e 2015–16

Liverpool
- Liga dos Campeões da UEFA: 2018–19
- Supercopa da UEFA: 2019
- Copa do Mundo de Clubes da FIFA: 2019
- Campeonato Inglês: 2019–20
- Copa da Liga Inglesa: 2021–22
- Copa da Inglaterra: 2021–22
- Supercopa da Inglaterra: 2022